# 카르멘 아우브
카르멘 아우브(Carmen Aub, 1989년 10월 24일 ~ )는 멕시코의 배우이다.

## 참여 작품

### 텔레비전
- 돈데 에스타 엘리사 (2010년 텔레노벨라)
- 에스페란사 델 코라손
- 파시온 프로이비다
- 코모 디세 엘 디초
- 엘 세뇨르 데 로스 시엘로스
- 파리엔테스 아 라 푸에르사